# Hamnøy
Hamnøy o Hamnøya è un piccolo villaggio di pescatori nel comune di Moskenes, nella contea di Nordland, in Norvegia. Si trova sul lato orientale dell'isola di Moskenesøya, a circa 1,5 chilometri a nord-est del villaggio di Reine, lungo il Vestfjorden. Hamnøy era precedentemente collegata a Reine tramite traghetto, ma questo è stato sostituito da ponti sull'strada europea E10 come parte della strada Lofoten Mainland Connection.

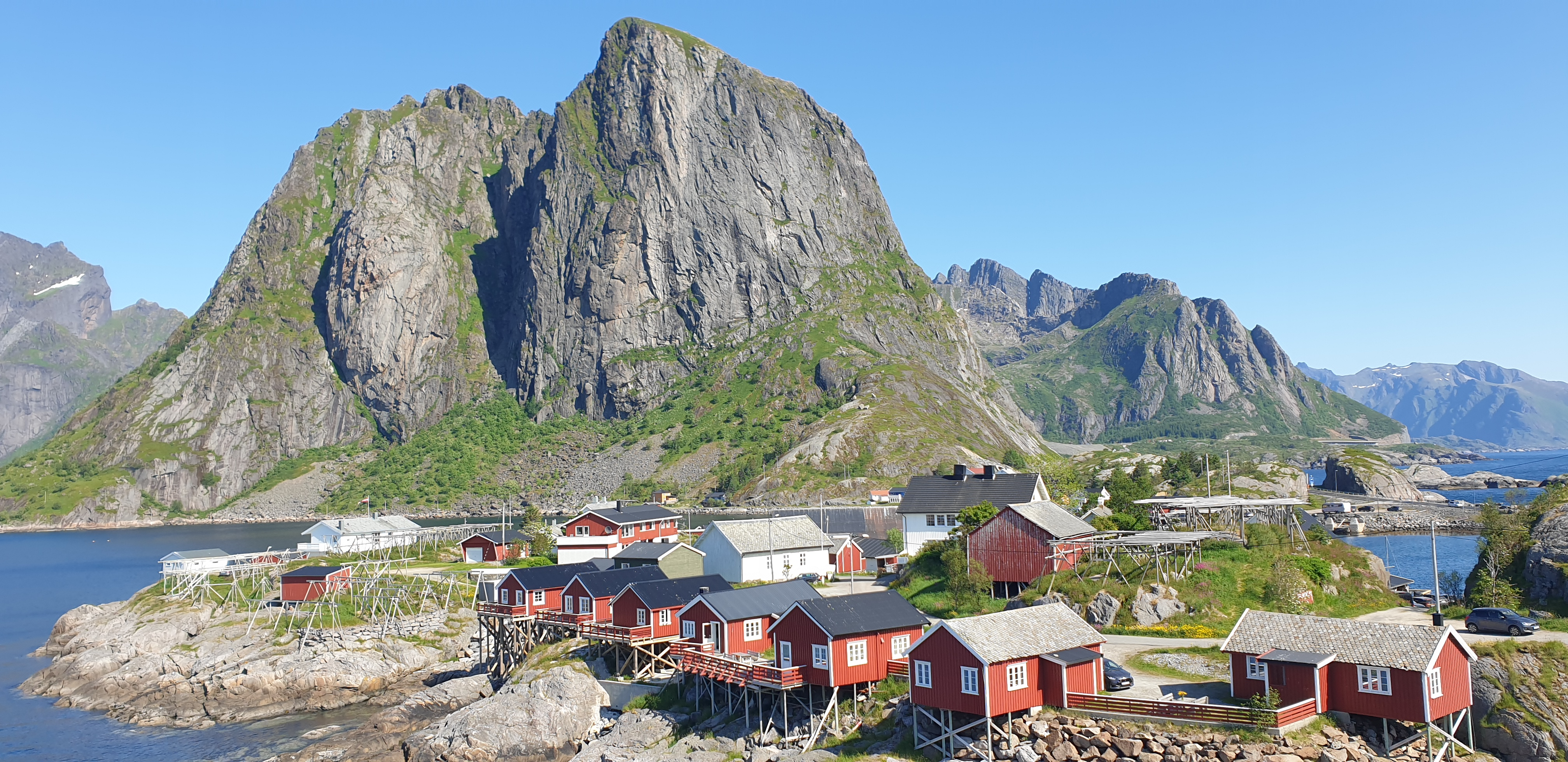
Hamnoy